# Ehrengard Melusine von der Schulenburg
Ehrengard Melusine von der Schulenburg, duquessa suo jure de Kendal, duquessa suo jure de Munster (Emden al Ducat de Magdeburg (Alemanya), 25 de desembre, 1667 - Kendal House, Isleworth a prop de Brentford, 10 de maig, 1743) va ser una antiga amistançada del rei Jordi I de Gran Bretanya.

## Joventut
Ehrengard Melusine, era filla de Gustavus Adolphus, baró von der Schulenburg, conseller privat de l'elector de Brandenburg, i la seva dona Petronella Ottilie von Schwencken. Els seus germans eren el mariscal Johann Matthias comte imperial (Reichsgraf) von der Schulenburg i el general Daniel Bodo comte von der Schulenburg i les seves germanes eren Margarethe Gertrud von der Schulenburg (casada amb el parent Friedrich Achaz von der Schulenburg i Hehlen), Sophia Juliane von der Schulenburg (es va casar amb von der Schulenburg i Hehlen) Oeynhausen), i Anna Elisabeth von der Schulenburg (casada amb Georg Friedrich von Spörcken). El seu segon nom probablement es va donar en referència a les llegendes de Melusine.

## Amistançada reial
Una vegada dama d'honor de l'electriu Sofia, es va convertir en amistançada del príncep electoral, George Louis. George Louis va succeir com a elector de Hannover el 1698 i rei de Gran Bretanya (com a Jordi I) el 1714.
Melusine es va traslladar amb ell a Anglaterra, i el 18 de juliol de 1716 va ser creada per a tota la vida duquessa de Munster, marquesa de Dungannon, comtessa de Dungannon i baronessa Dundalk, a la noblesa d'Irlanda. El 19 de març de 1719 va ser creada a més Duquessa de Kendal, Comtessa de Feversham i Baronessa Glastonbury, a la noblesa de Gran Bretanya. L'any 1723 Carles VI, emperador del Sacre Imperi Germànic, va crear-la princesa d'Eberstein. Aquesta darrera creació en particular va tendir a donar suport a la teoria que s'havia casat amb el rei en secret. Robert Walpole va dir d'ella que era "tant la reina d'Anglaterra com qualsevol altre". L'esposa de George, Sophia, havia estat tancada a la presó des del seu divorci el 1694.
La duquessa de Kendal era una dona molt prima, coneguda a Alemanya com "l'Espantaocells" (en alemany: Die Vogelscheuche) i a Anglaterra com "el pal de maig". Els jacobites la van anomenar "l'oca", la més famosa a la balada burlesca escocesa Cam Ye O'er Frae France. Quan va estar a Anglaterra, va viure principalment a Kendal House a Isleworth, Middlesex. Va obtenir grans sumes de diners venent càrrecs i títols públics; també va vendre drets de patent, inclòs el privilegi de subministrar a Irlanda una nova moneda de coure. Això la va vendre a William Wood, un comerciant de Wolverhampton, que va inundar el país amb monedes inferiors, el que va portar a Jonathan Swift a escriure les seves cartes de Drapier. En qüestions polítiques, va tenir molta influència amb el rei, i va rebre 10.000 lliures (1,98 milions de lliures el 2023) per aconseguir la retirada del vescomte Henry St John Bolingbroke de l'exili.
Melusine va tenir amb el rei tres fills il·legítims:
- Anna Luise Sophie von der Schulenburg, comtessa de Dölitz (1 de gener de 1692 - 2 de novembre de 1773), que es va casar amb Ernest August Philipp von dem Bussche-Ippenburg.
- Petronilla Melusina von der Schulenburg (1 d'abril de 1693 – 16 de setembre de 1778), que es va casar amb Philip Stanhope, quart comte de Chesterfield, un destacat polític whig.
- Margarethe Gertrud von Oeynhausen (10 de gener de 1701 – 8 d'abril de 1726), que es va casar amb Albrecht Wolfgang, comte de Schaumburg-Lippe.

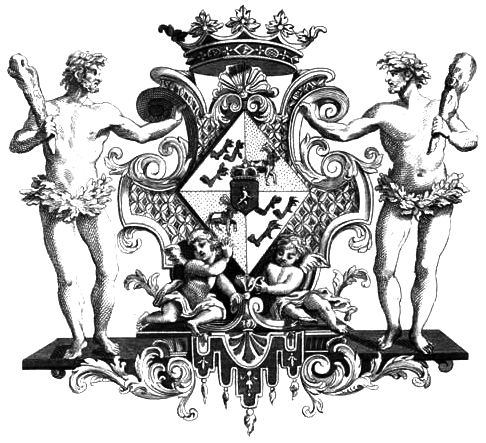
Armes de la duquessa de Kendal i Munster

Anna Luise Sophie i Petronilla Melusina van ser reconegudes oficialment com a fills de la germana de Melusine, Gertrud (1659–1697) i del seu marit Friedrich Achaz von der Schulenburg (1647–1701), un parent de les germanes que compartien el seu cognom. Margarethe Gertrud es va anomenar oficialment von Oeynhausen perquè va ser reconeguda com la filla de l'altra germana de Melusine, Sophia Juliane (1668–1755) i el seu marit Rabe Christoph von Oeynhausen (1655–1748).

## Vida i mort posteriors
Després de la mort de George, va mantenir un corb que creia que era el rei mort. Va morir, soltera (llevat que Jordi I s'hagués casat amb ella), el 10 de maig de 1743.